# Synagoge (Sochumi)

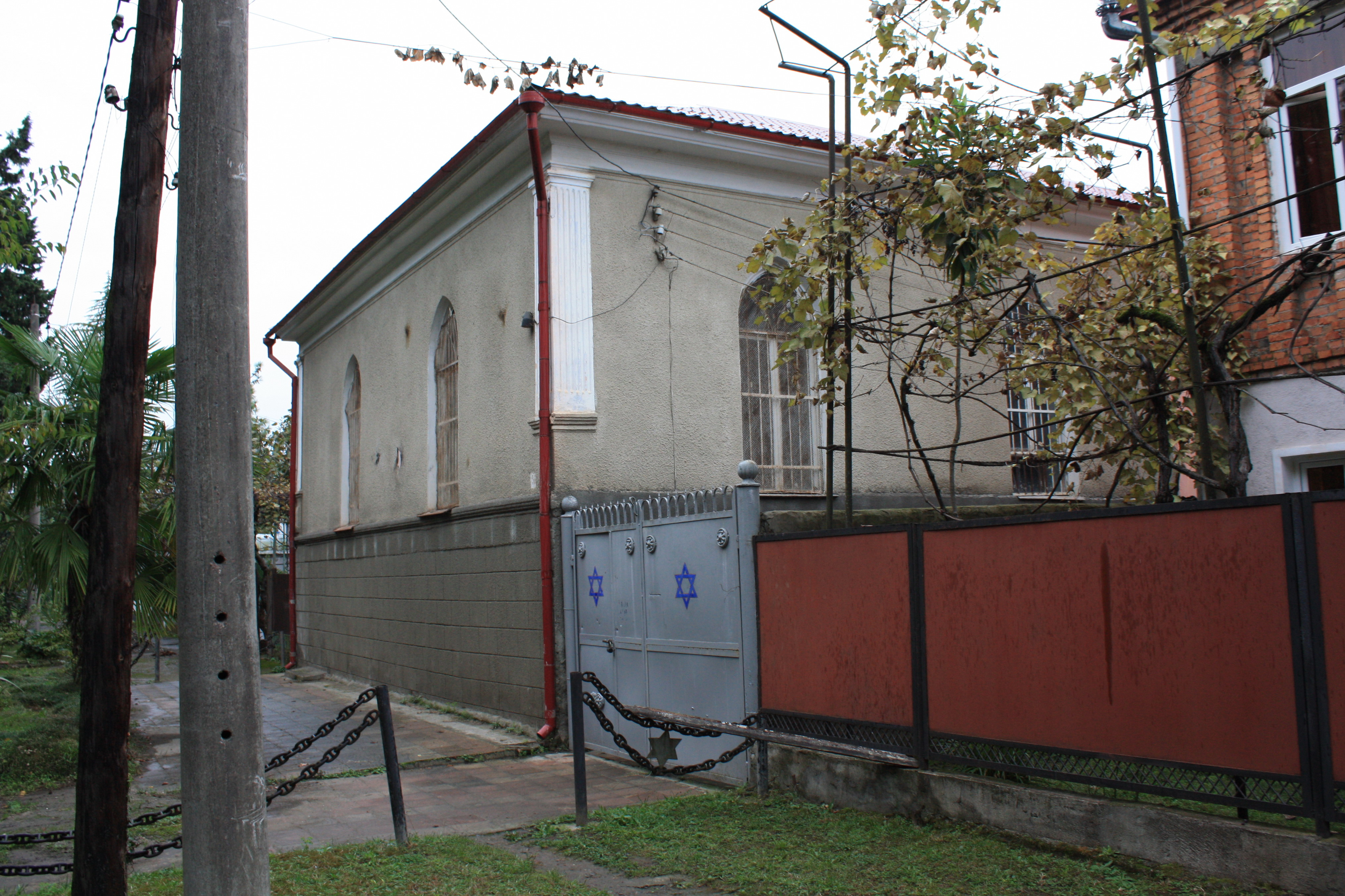
Synagoge in Sochumi

Die Synagoge in der Altstadt von Sochumi, der Hauptstadt Abchasiens, wurde Anfang des 20. Jahrhunderts errichtet. Die Synagoge wurde im Rundbogenstil erbaut.
Durch den Zuzug jüdischer Bürger ab der Mitte des 19. Jahrhunderts entstand eine jüdische Gemeinde in Sochumi, die 1915 bereits 356 Mitglieder zählte. 